# Slawa

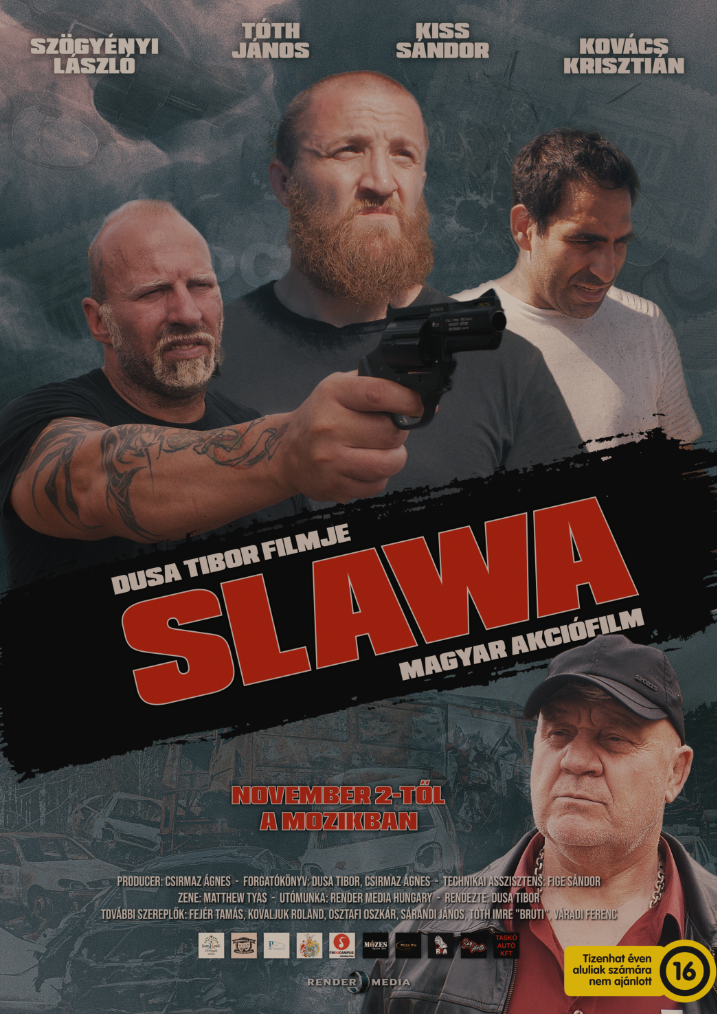
Slawa

A Slawa 2023-ban bemutatott magyar akciófilm. A filmet Dusa Tibor rendezte, producer Csirmaz Ágnes, technikus Fige Sándor.

## Szereplők
- Szögyényi László
- Tóth János
- Kiss Sándor
- Kovács Krisztián

## További szereplők
- Váradi Ferenc
- Fejér Tamás
- Tóth Imre "Bruti"
- Kovaljuk Roland
- Mózes Attila
- Sárándi János
- Osztafi Oszkár

## Díszbemutató
Díszbemutató 2023. október 27. Debrecen, Apolló mozi 19:00.

## Mozibemutató
Az országos mozi bemutató 2024. február 15.